# تونس (نظام تشغيل)
تونس (بالإنجليزية: TUNIS)‏ (Toronto University System) هو نظام تشغيل شبيه يونكس وقع تطوره بجامعة تورنتو في 1982. وكان شبيهاً ب يونكس7 ولكن مع نواة بتصميم مختلف جذرياً ومكتوب ب كنكورنت إكليد [الإنجليزية]. عادةً برنامج يعمل على نواة يونكس يمكنه العمل على تونس، حتى الامتدادات هي نفسها.